# الکس سالا
الکس سالا (انگلیسی: Álex Sala؛ زادهٔ ۹ آوریل ۲۰۰۱) بازیکن فوتبال اهل اسپانیا است.